# كارلوس بيس
كارلوس بيس (بالبرتغالية: José Carlos Pace‏) مواليد 6 أكتوبر 1944 في البرازيل، كان سائق فورملا 1 برازيلي سابق كان قد بدأ مسيرته الاحترافية سنة 1972. كان أول سباق له هو جائزة جنوب أفريقيا الكبرى 1972، حقق أول فوز له في جائزة البرازيل الكبرى 1975. خاض خلال مسيرته 73 سباقاً فاز في 1 منها.

## سباقات شارك فيها
- لو مان 24 ساعة
- بطولة العالم للسيارات الرياضية
- بطولة فورمولا 3 البريطانية

## بطولات حققها
- جائزة البرازيل الكبرى 1975

## روابط خارجية
- كارلوس بيس على موقع Racing-Reference.info (الإنجليزية)
- كارلوس بيس على موقع DriverDB.com (الإنجليزية)